# 平和の琉歌 〜Stadium Tour 1996 "ザ・ガールズ万座ビーチ" in 沖縄〜
『平和の琉歌 〜Stadium Tour 1996 "ザ・ガールズ万座ビーチ" in 沖縄〜』（へいわのりゅうか スタジアムツアーせんきゅうひゃくきゅうじゅうろく ザ・ガールズまんざビーチ イン おきなわ）は、サザンオールスターズのライブ・ビデオ。1997年3月5日にVHSで発売され、同年4月21日にDVDで発売された。発売元はビクターエンタテインメント / タイシタレーベル。

## 背景
1996年に開催されたサザンオールスターズのライブツアー『スタジアムツアー 1996 「ザ・ガールズ万座ビーチ」』より、10月2日・3日の2日間に渡り沖縄県宜野湾市の宜野湾海浜公園野外劇場で行われた公演を収録した作品。メンバーの沖縄到着からリハーサル風景、ファンの人々の表情から舞台裏まで、密着ドキュメントで編集されている。

## リリース
VHS版にはCDが付属しており、「平和の琉歌」が収録されている。DVD版にはCDの代わりにエクストラメニューとして、別公演のライブ映像がメドレー形式で全曲収録されている。

## 収録曲

### メインメニュー（VHS・DVD共通）
1. 「平和の琉歌 〜Stadium Tour 1996 "ザ・ガールズ万座ビーチ" in 沖縄〜」
FM沖縄の番組「DEAR サザンオールスターズ」のパーソナリティの高良茂がリスナーのメッセージを読みつつ、ドキュメント映像を交えながら進行する。
  1. 平和の琉歌 Video Clip
  2. いなせなロコモーション〜MC
  3. 勝手にシンドバッド
  4. 平和の琉歌
  5. 漢納節 - 宮城武碩
  6. いとしのエリー
  7. エンディング 〜平和の琉歌〜
2. 平和の琉歌 Video Clip

### CD（VHSのみ）
1. 平和の琉歌（スタジオ・レコーディング・バージョン）

### エクストラメニュー（DVDのみ）
1. 「Stadium Tour 1996 "ザ・ガールズ万座ビーチ"」
別公演のライブ映像をメドレー形式で全曲収録（1曲毎に30～40秒ほど）。
  1. お願いDJ
  2. フリフリ'65
  3. いなせなロコモーション
  4. Young Love (青春の終わりに)
  5. あなただけを 〜Summer Heartbreak〜
  6. マリワナ伯爵
  7. Moon Light Lover
  8. Soul Bomber (21世紀の精神爆破魔)
  9. 汚れた台所
  10. 恋の歌を唄いましょう
  11. 平和の琉歌
  12. C調言葉に御用心
  13. 夏をあきらめて
  14. 涙のキッス
  15. 愛は花のように(Ole!)
  16. 希望の轍
  17. 真夏の果実
  18. 太陽は罪な奴
  19. 胸いっぱいの愛と情熱をあなたへ
  20. 愛無き愛児 〜Before The Storm〜
  21. 恋のジャック・ナイフ
  22. ミス・ブランニュー・デイ
  23. マチルダBABY
  24. マンピーのG★SPOT
  25. ボディ・スペシャルII
  26. みんなのうた
  27. 愛の言霊 〜Spiritual Message〜
  28. ニッポンのヒール
  29. 勝手にシンドバッド
  30. 心を込めて花束を
2. 「SAS QUIZ」
サザンオールスターズに関するクイズ。4問連続で正解すると、1996年末に行われたカウントダウンライブ『年越しライブ in 横浜アリーナ 「牛」』で演奏された「平和の牛歌」のライブ映像を、連続ではないが4問正解した場合、猫に小判スタジオでのレコーディング風景を見ることができる。
3. 「TOUR DATE」
ライブツアーの日程、セットリスト、サポートメンバーなどのクレジットを収録。

## 参加ミュージシャン
サザンオールスターズ
- 桑田佳祐 - ボーカル・ギター
- 原由子 - キーボード・ボーカル
- 大森隆志 - ギター
- 関口和之 - ベース
- 松田弘 - ドラム
- 野沢"毛ガニ"秀行 - パーカッション

## 平和の琉歌
「平和の琉歌」（へいわのりゅうか）は、サザンオールスターズの楽曲。作詞・作曲は桑田佳祐。編曲はサザンオールスターズ。
2014年12月17日からはダウンロード配信、2019年12月20日からはストリーミング配信が開始されている。

### 背景・制作
17年振りに訪れた沖縄をテーマに、沖縄の人達へのおみやげの気持ちも込めて作られた楽曲。桑田は上述したライブの中で「『Young Love』の15曲目の曲です」といった曲紹介を行っている。
タイトルの「琉歌」は琉球王朝時代から続く定型詩であり、本楽曲の歌詞はそれに則ってはいないものの全編七五調で統一されている。歌詞のテーマはアメリカ軍による沖縄領土の占領、現在も残る米軍基地についてである。上述したライブツアー及び本楽曲の制作・披露のわずかばかり前には沖縄米兵少女暴行事件（1995年9月）、在日米軍兵飲酒運転過失致死事件（1996年1月）といった痛ましい事件が立て続けに発生しており、改めて沖縄が「基地の島」として重い十字架を背負っていることが、内地の人間へ伝えられた時期でもあった。それ故に本土の人間として責任を十分に感じつつも、沖縄に恒久的平和が訪れることを願うような内容となっている。また、1996年7月にきゃんひとみと古謝美佐子が出演した舞台『吉屋チルー/今を生きる』を観劇し影響を受けたことも本楽曲の制作のきっかけの一つとなっている。

### 批評
桑田本人は後年に琉歌と銘打った本楽曲を振り返り、「にわかだった」と反省の弁を述べている。しかし、沖縄出身者の中には「やまとんちゅ（本土の人間）の割には、良い曲を書く」と評価する声も多い。
音楽ライターの大須賀猛は本楽曲における桑田のボーカルによる《愛を植えましょうこの島へ》というフレーズに対して「どうにも鼻につき好きになれなかった」「桑田でさえもうっかりこんな無神経な物言いをしてしまうのかと落胆したのだ」という見解を持っていたが、ネーネーズの沖縄語の詞をつけてリメイクされたバージョンを聴いて初めて本楽曲の良さが分かった旨を明かしており、「沖縄では格別な思いを込めて大事にされている"月"が歌のキーワードであることもやっと理解した」「沖縄ものの歌は、桑田本人がどんなに沖縄に敬意をいだいているとしても、そのアクの強い声には合わないということかもしれない」と評している。また、スージー鈴木も原曲の先述したフレーズとネーネーズ版の歌詞にある《情け知らさな くぬ島ぬ》を比較し、「『沖縄に愛を植えましょう』とする桑田佳祐に対し、ネーネーズは、（沖縄語に訳した）知名定男は、『そもそも、この沖縄の人々の感情を、あなたがた本土の方々は分かっているのですか?』と返しているのである」「このやりとりに緊張感を感じるのは、私だけではないだろう。あっけらかんとした桑田佳祐の言葉に対して、知名定男の言葉は、沖縄人としてのリアリティを鋭利なかたちで突きつけている感じがするからだ」「そして、このフレーズによって『平和の琉歌』はネーネーズのものとなり、初めて、沖縄の地に体重をかけて屹立する」と評している。一方でスージーは「しかし、だからといって、サザン版、桑田佳祐版『平和の琉歌』が、無価値で薄っぺらいものになるかというと、そうではない。戦後民主主義を、けれん味なく、あっけらかんと歌うことも大切、いや、それこそに価値がある」といった見解も示している。

### リリース（平和の琉歌）
本作には沖縄公演のライブ映像が収録され（DVD版には、同曲の別公演の映像も一部分のみ収録）、VHS版の付属CDにはスタジオ・レコーディング・バージョンが収録されている（ミュージック・ビデオも存在）。1998年にはベスト・アルバム『海のYeah!!』にも収録され、正式に初CD化された。
1996年から1997年に行われた年越しライブ『牛』では、この曲のセルフパロディとしてアカペラ形式の未発表曲「平和の牛歌」が演奏されているが、楽曲や歌詞のテーマなどは全く異なるものである。「平和の牛歌」は本作のDVD版に収録されている。この「牛歌」バージョンの詳細については平和の牛歌を参照。

### メディアでの使用
- JNN・TBS系報道番組『筑紫哲也 NEWS23』エンディングソング（1997年1月 - 3月）。

### 収録アルバム
| 曲名       | 作品名     |
| ---------- | ---------- |
| 平和の琉歌 | 海のYeah!! |

### ライブ映像作品
| 曲名       | 作品名                                                            |
| ---------- | ----------------------------------------------------------------- |
| 平和の琉歌 | 平和の琉歌 〜Stadium Tour 1996 "ザ・ガールズ万座ビーチ" in 沖縄〜 |

### カバー
- 2000年：ネーネーズ - アルバム『オキナワ』収録。ラスサビには知名定男の補作による沖縄語の歌詞が追加されている[15]。
- 2003年：よなは徹・新垣雄・上地一成 - アルバム『珊瑚抄II 〜三線による島の唄集〜』収録。インストゥルメンタル。